# Tim Newburn
Tim Newburn (* 4. Juli 1959) ist ein britischer Soziologe und Kriminologe, der als Professor für Kriminologie und Sozialpolitik an der London School of Economics and Political Science (LSE) forscht und lehrt. Von 2005 bis 2008 amtierte er als Präsident der British Society of Criminology.
Newburn ist seit 2002 Professor an der LSE. Vorher war er Professor für städtische Sozialpolitik an der Goldsmiths, University of London und Direktor der Public Policy Research Unit. Vorher arbeitete er unter anderem an der Forschungs- und Planungsabteilung des britischen Innenministeriums, dem Nationalen Institut für Sozialarbeit und dem Policy Studies Institute. Er studierte Soziologie an der University of Leicester, wo er 1988 zum Ph.D. promoviert wurde.

## Schriften (Auswahl)
- Criminology. A very short introduction. Oxford University Press, Oxford/New York 2018, ISBN 9780199643257.
- Criminology. 3. Auflage, Routledge, Taylor & Francis Group, London/New York 2017, ISBN 9781138643130.
- Disaster and after. Social work in the aftermath of disaster. Kingsley Publishers, London/Philadelphia 1993, ISBN 1853021709.
- Permission and regulation. Law and morals in post-war Britain. Routledge, London/New York 1992, ISBN 0415046394.
- Settlement of claims at the Criminal Injuries Compensation Board. H.M.S.O., London 1986, ISBN 0113409672.